# Henrik Ernst
Henrik Ernst (* 2. September 1986 in Hannover) ist ein deutscher Fußballspieler.

## Karriere
Ernst begann seine Karriere beim Heesseler SV. Im Alter von 19 Jahren wechselte er zu Hannover 96 und spielte hauptsächlich in der zweiten Mannschaft, für die er am 26. August 2007 unter Andreas Bergmann im Oberligaspiel gegen den Holstein Kiel sein Debüt gab und insgesamt 97 Spiele absolvierte, in denen er sechs Treffer erzielte.
In der Bundesliga-Saison 2009/10 kam Ernst zu zwei Profieinsätzen für die erste Mannschaft. So wurde er am neunten Spieltag gegen Eintracht Frankfurt in der 85. Minute für Didier Ya Konan und am zwölften Spieltag gegen den Hamburger SV in der 77. Minute für Sofian Chahed eingewechselt.

### RB Leipzig
Zur Saison 2011/12 wechselte Ernst ablösefrei zum Regionalligisten RB Leipzig. Er erhielt einen Zwei-Jahres-Vertrag. Sein Debüt für RB Leipzig gab er am 29. Juli 2011 im DFB-Pokal gegen den VfL Wolfsburg unter Trainer Peter Pacult. In seiner ersten Saison für Leipzig kam Ernst zu 29 Ligaspielen und erzielte dabei zwei Tore. Der avisierte Aufstieg wurde verpasst. In der Folgesaison kam Ernst unter dem neuen Trainer Alexander Zorniger nur noch zu 19 Einsätzen, die meisten davon als Einwechselspieler. Am Ende der Saison gewann er mit RB die Meisterschaft und stieg nach zwei Aufstiegsspielen (hier war Ernst ebenfalls zweimal Einwechselspieler) in die 3. Liga auf. Am Anfang der Drittligasaison erneut nur Ergänzungsspieler, stand Ernst am neunten Spieltag zum ersten Mal in der Startelf und ließ sich anschließend von seiner Position nicht mehr verdrängen. Am 24. Spieltag zog er sich jedoch bei einem Zweikampf einen Riss des vorderen Kreuzbandes sowie einen Seitenbandanriss zu. Dadurch war die Saison für ihn beendet. Am Saisonende erreicht die Mannschaft den Aufstieg in die 2. Bundesliga. Erst 13 Monate nach seiner Verletzung bestritt Ernst wieder ein Pflichtspiel – im März 2015 bei der 0:1-Auswärtsniederlage mit der U-23 gegen die zweite Mannschaft von Dynamo Dresden. Anfang April 2015 feierte er mit seiner Einwechslung in der 87. Spielminute beim 2:1-Heimerfolg gegen den 1. FC Nürnberg sein Comeback bei den Profis. Es blieb sein einziges Zweitligaspiel in der Saison. Zur Saison 2015/16 wechselte Ernst in die U-23 Mannschaft von RBL in die Regionalliga. Hier sollte er die Aufgaben eines Führungsspielers übernehmen.

### Weitere Karriere
Nachdem die Roten Bullen ihre U-23-Mannschaft im Sommer 2017 vom Spielbetrieb abmeldeten, kehrte Ernst zu Hannover 96 zurück und trat für die zweite Mannschaft an. Nach dem Ende der Spielzeit 2018/2019 verließ Ernst Hannover und schloss sich dem ZFC Meuselwitz in der Regionalliga Nordost an.

## Sonstiges
Henrik Ernst betreibt zusammen mit seinen ehemaligen Mitspielern Christian Müller und Daniel Frahn ein Eiscafé in Leipzig, wobei Ernst und Müller als Geschäftsführer der DOCH La Luna GmbH fungieren.